# Hotchkiss H35
Hotchkiss H35 eller Char léger modèle 1935 H var en let fransk kampvogn udviklet før 2. verdenskrig.

## Udvikling
I 1926 var det blevet besluttet at give pansret støtte til de regulære infanteri divisioner ved at skabe uafhængige kampvognsbataljoner udstyret med en let og billig infanterikampvogn, en char d'accompagnement. Til at udfylde denne rolle blev der først udviklet Char D1; men den model viste sig hverken at være særlig let eller særlig billig. I 1933 opstillede Hotchkiss fabrikken på eget initiativ en plan om at lave en lettere model, hvilket var gjort muligt gennem anvendelse af ny teknologi til at fremstille støbte stålsektioner og dermed skabe et samlet skrog. Den 30. juni 1933 blev dette forslag godkendt af Conseil Consultatif de l'Armement. Den 2. august 1933 blev specifikationerne bekendtgjort: en vægt på 6 tons og 30 mm panser over det hele. Tre prototyper blev bestilt fra Hotchkiss, men samtidig blev hele den franske industri opfordret til at udforme alternative forslag. Det gav Renault mulighed for at lave en prototype inden Hotchkiss var færdig. Den blev senere videreudviklet til Renault R35. Den 18. januar 1935 var den første Hotchkiss prototype, som endnu ikke var lavet af panserstål, præsenteret for Commission d'Expérience du Matériel Automobile (CEMA) i Vincennes; det var en maskingeværbevæbnet tankette uden tårn. Den blev afprøvet indtil den 4. marts 1935, hvor den blev erstattet af den anden identiske prototype, som skulle testes indtil 6. maj. Begge måtte afvises da nye specifikationer var blevet opstillet den 21. juni 1934, som gik ud på at forøge panserets tykkelse til 40 mm. Den 27. juni 1935 godkendte kommissionen typen under forudsætning af at de nødvendige ændringer blev gennemført. Den 19. august blev den tredje prototype afleveret, udstyret med et støbt APX tårn og med et redesignet skrog. Den blev afprøvet indtil den 20. september og godkendt. Den 6. november blev der afgivet en første ordre på 200 køretøjer. Det første produktionskøretøj blev afleveret den 12. september 1936, og samme år var der allerede blevet afgivet to nye produktionsordrer på henholdsvis 92 og 108 køretøjer. Den 1. januar 1937 var der blevet fremstillet 132 køretøjer.

## Afvisning fra infanteriet og godkendelse fra kavaleriet
Den første serie af køretøjer blev igen grundigt afprøvet indtil den 4. december 1936. Det viste sig at køreegenskaberne i terræn var uacceptabelt dårlige. Det var ganske enkelt umuligt at på en sikker måde at styre køretøjet på en forholdsvis bulet overflade, hvilket gjorde den farlig for egne omkringliggende infanteristyrker. Infanteriet besluttede derfor at man kun ville modtage de første 100 kampvogne og kun udstyre to bataljoner med typen, 13e og 38e Bataillon de Chars de Combat og afslå yderligere anskaffelser. Af politiske årsager kunne den normale konsekvens af en sådan beslutning imidlertid ikke accepteres. De andre 300 køretøjer blev derfor tilbudt kavaleriet, som var nødt til at tage imod dem, fordi det alligevel ikke ville have fået penge til andre kampvogne. Da kavalerienhederne i større grad anvendte vejene var problemerne ved terrænkørsel af mindre betydning. H 35 modellen var med sine 28 km/h også noget hurtigere end Renault R35, som kun kunne køre 20 km/h, selv om gennemsnitshastigheden i praksis var lavere end R35 på grund af dens ringe gearkasse.

## Beskrivelse
Hotchkiss H35 var et lille køretøj, 4,22 m lang, 1,95 m bred og 2,15 m høj. Den vejede 11.370 kg. Skroget bestod af 6 støbte pansersektioner, der var boltet sammen: Maskinrummet, kamprummet, fronten af skroget, bagenden af skroget og to længdestyrkker, som dannede bunden. Støbningen gav mulighed for skrånende panser og undgik skudfælders så chancen for at afbøde træffere blev optimeret. Alligevel var beskyttelsesniveauet ikke tilfredsstillende for infanteriet. Den maksimale pansring var ikke de specificerede 40 mm men 34 mm. Der var også vedvarende problemer med kvaliteten, og de blev forværret ved at der måtte bruges mange underleverandører: først var panseret for blødt, og da hårdheden blev forøget blev det skørt og fuldt af bobler og dermed fuldt af svage steder.
Der var en besætning på to. Køreren sad foran til højre bag en stor støbt dobbelt luge. Det var hårdt arbejde at køre kampvognen. Hotchkiss kampvognen havde ikke det samme Cleveland differentiale som sin konkurrent fra Renault og reagerede uforudsigeligt på retningsændringer. Bremserne var ikke nogen større hjælp til at rette op på dette: de var for svage, især når man kørte ned ad bakke. Gearkassen gav også problemer: det var vanskeligt at komme op i det højeste 5. gear, så det var sjældent at man nåede op på topfarten på 28 km/h. Den uundgåelige hårde behandling, som køreren måtte udsætte kampvognen for, resulterede i megen slitage. Den mekaniske holdbarhed var dårlig. Affjedringen bestod af tre bogier pr. side. De første 10 produktionskøretøjer, der kan anses for at være en separat præ-serie, havde buede bogie sider. I senere køretøjer havde de lige sider. Bogierne mindede overfladisk om R35 typen, men brugte horisontale spiralfjedre i stedet for gummicylindre. Kampvognen havde en 78 hk seks cylindret 3480 cm³ motor. Rækkevidden var 129 km, hvilket blev opnået med en benzintank på 180 liter.
Vognkommandøren betjente et standard APX-R tårn, der var pansret med 40 mm støbt stål og udstyret med den korte 37 mm SA 18 kanon, der højest kunne gennembryde en pansring på 23 mm. Kampvognen kunne rumme 100 granater til kanonen og 2.400 patroner til dens 7,5 mm Reibel maskingevær. Der var en låge bag på tårnet. Vognkommandøren kunne sidde på den for bedre at kunne se, men det gjorde ham sårbar og langsom til at nå kanonen. Alternativet var at kæmpe med lugerne lukket og bruge kuplen, der ikke var udstyret med luger. Kavaleriet syntes hverken om dette arrangement eller om den svage kanon. Det sidste problem blev mindsket noget ved at man udborede granatkammeret så der kunne bruges specielle granater med en større ladning. Dette forøgede mundingshastigheden til omkring 600 m/s og den maskimale gennembrydning til omkring 30 mm panser. Kun en lille del af de kampvogne som kavaleriet havde blev imidlertid modificeret, da det kraftigt forøgede sliddet på kanonløbet. I foråret 1940 blev de oprindelige diaskoper af Chrétien typen gradvist udskiftet med episcoper, der gav en bedre beskyttelse.

## Char léger modèle 1935 H modifié 39
Da kavaleriet ønskede en endnu højere tophastighed blev det på baggrund af vellykkede forsøg besluttet at installere en kraftigere motor. En ny prototype blev lavet i 1937 med en 120 hk motor i stedet for den hidtidige på 78 hk. Skroget blev lavet større, så det kunne rumme motoren og bælter og affjedring blev forbedret, hvorved vægten kom op på 12,1 ton. Denne forbedrede type var langt hurtigere, og havde en topfart på 36,5 km/h, men var også langt lettere at køre. Derfor blev den først præsenteret for Commission d'Expérimentations de l'Infanterie den 31. januar 1939 for at se om den oprindelige afvisning kunne blive omstødt. Kommissionen godkendte da også den nye model Char léger modèle 1935 H modifié 39; og det blev den 18. februar besluttet at lade den efterfølge den oprindelige version fra nr. 401 og fremad, hvilket særdeles hensigtsmæssigt, da der både i 1937 og 1938 var tilgået ordrer på 200 stk, og produktionen var gået i gang, og de samlede ordrer på den nye type blev herefter udvidet til 900. Fabrikken brugte betegnelsen Char léger Hotchkiss modèle 38 série D, mens forgængeren havde været série B. Denne betegnelse har forårsaget megen forvirring, det var stadig officielt den samme kampvogn som "H 35", blot i en senere variant. Allerede på daværende tidspunkt begyndte mange at omtale den som 38 H eller 39 H.
Den nye model afveg fra den oprindelige ved at have en hævet og mere kantet motorhjelm (ved senere produktionsmodeller var der ventilationssprækker på tværs frem for på langs på højre side). Rækkevidden faldt til 120 km, lukkede rullehjul, bælter der var 2 cm bredere med 27 cm, metal i stedet for gummi hjulgevind, bagudrettet lyddæmper og større ventilatorer.
I begyndelsen af 1940 blev der igangsat et moderniseringsprogram. Udover installatin af episkoper og nogle radioer omfattede det den gradvise introduktion af den længere L/35 37 mm SA38 kanon, der havde meget bedre anti-tank egenskaber, da den kunne gennemtrænge omkring 30 mm på 1.000 meters afstand. Omkring 350 køretøjer blev ombygget med den forbedrede kanon, heriblandt omkring 50 "H 35"ere. Den nye kanon blev standard på produktionslinjerne i april. Inden da var de til rådighed stående kanoner fra januar 1940 gradvist blevet monteret i kampvognene som blev benyttet af delings-, kompagni- og bataljonscheferne. Omkring halvdelen af chefernes kampvogne blev ændret på den måde. Det havde været planen at installere den længere kanon på alle køretøjerne i 2. halvdel af 1940. Efter krigen blev det en overgang fejlagtigt troet, at "H 38" var det officielle navn til kampvognen med den nye motor men uden den nye kanon og "H 39" navnen til den type der havde begge forbedringer. Disse fejltagelser optræder stadig i megen sekundær litteratur. "H 38" var identisk med "H 39" og det er kun korrekt at henvise til den sidste i en uformel form. Parallelt men udviklingen af en R 40 blev det en overgang overvejet at skabe en "H 40" ved at indføre den forbedrede AMX affjedring fra det andet køretøj, men det endte med at denne mulighed blev afvist.

## Operationel Historie
Tre Hotchkiss kampvogne af "H 39" versionen var blevet eksporteret til Polen i juli 1939 til afprøvning ved det Polske kontor for tekniske studier af pansrede våben ((polsk) Biuro Badań Technicznych Broni Pancernych). Under invasionen af Polen i 1939 blev Hotchkiss kampvognene sammen med tre Renault R 35 kampvogne placeret i en ad hoc enhed under løjtnant J. Jakubowicz der blev dannet den 14. september 1939 i Kiwerce, Polen. Enheden sluttede sig til "Dubno" enheden og mistede alle sine kampvogne under fremrykningen og kampene med de tyske og sovjetiske armeer samt ukrainske oprørere.
To køretøjer blev eksporteret til Tyrkiet i februar 1940.
I april 1940 blev den 342e CACC sendt til Norge efter den tyske invasion, efter at det tidligere havde været planen at den skulle være en del af en ekspeditionsstyrke, der skulle hjælpe Finland i Vinterkrigen. Dette uafhængige kompagni, som var udstyret med 15 "H 39"ere, der alle havde korte kanonløb, kæmpede ved Narvik, efter at være blevet landsat den 7. maj. Efter den midlertidige befrielse af byen blev de 12 resterende kampvogne trukket tilbage til Storbritannien den 8. juni, hvor de helt ekstraordinært sluttede sig til de Frie franske styrker, hvor de blev til 1e Compagnie de Chars de Combat de la France Libre. I 1940 og 1941 kæmpede denne 1e CCC mod Vichy-franske tropper i Gabon og senere i Syrien.
Da 2. Verdenskrig brød ud havde hæren accepteret levering af 640 Hotchkiss kampvogne. Lagrene afviger en smule. Af de 300 "H 35" som var tildelt kavaleriet, var 232 udleveret til 10 kavalerieskadroner, 44 var i depot, 8 var på fabrikken til overhaling, 16 var i Nordafrika. Af de 100 ved infanteri var 90 i de to bataljoner, der var udstyret med typen, 6 var i materiel reserven og 2 blev brugt til køretræning. Af "H 39"erne var 16 i brug ved kavaleriet i Nordafrika og 6 i depot. 180 var udleveret til fire af infanteriets kampvognsbataljoner og 14 var i materiel reserve. Det blev besluttet at koncentere hovedparten af de allieredes produktionskapacitet på en enkelt model af lette kampvogne, og det var Hotchkiss kampvognen, som blev valgt, da den havde den nødvendige mobilitet til at kunne anvendes i de mange pansrede divisioner som de allierede planlagde at opstille til den forventede afgørende offensiv i 1941. Til det formål måtte den britiske og den portugisiske stålindustri bidrage med støbte panser sektioner. Man håbede at kunne forøge produktionen til 300 kampvogne om måneden i oktober og 500 om måneden i marts 1941, hvoraf sektionerne til 75 af dem skulle produceres i Storbritannien i bytte for en månedlig leverance af 9 Char B1 kampvogne. Dette kan sammenlignes med den planlagte produktion af ¤ 40 på 120 om måneden, hvilket viser hvor lille betydning der nu blev tillagt infanteristøtte.
Disse planer blev kuldkastet af slaget om Frankrig. I maj 1940 indgik disse kampvogne ikavalerienhederne og to kampvognsregimenter (med 47 stk.) i hver af de tre lette mekaniserede divisioner samt som AMR (Automitrailleuse de Cavalerie type Reconnaissance) i 9. og 25. mekaniserede infanteridivision (16 køretøjer i hver). 3. lette mekaniserede division rådede over 22 "H35" og 47 "H 39", og i de fem lette kavaleri divisioner var der 16 i hver.
I infanteriet var de to ovennævnte uafhængige bataljoner udstyret med kampvognene og to bataljoner med 45 i hver i de tre Divisions Cuirassées, de sidste med "H 39" varianten.
De fleste Hotchkiss kampvogne var således koncentreret i større motoriserede enheder, i de panserede divisioner supplerede de kernen af tungere kampvogne, selv om de ikke passede sammen. De langsomme "H 35"ere kæmpede sammenmed de hurtigere Samua S35 kampvogne, mens de hurtigere "H 39" var parret sammen med de langsomme Char B1-er. Det store flertal af disse kampvogne havde stadig den korte kanon. Adskillige ad hoc og genetablerede enheder blev opstillet med typen efter invasionen. Disse omfattede DCR (40 køretøjer) og 7. lette mekaniserede division (47). De fleste af disse sidste enheder var udstyret med nye køretøjer med den lange kanon. I maj toppede leverancerne med 122 stk. Et billede af en Hotchkiss kampvogn med serienummeret 41200 viser at der i juni blev fremstillet mindste 121 så det samlede antal kom op på mindst 1.200 køretøjer, foruden prototyper.
Omkring 550 blev erobret og brugt af tyskerne som Panzerkampfwagen 35H 734(f) eller Panzerkampfwagen 38H 735(f); i de fleste tilfælde til brug i besatte lande, men den uafhængige 211e Panzerabteilung blev indsat i Finland under Operation Barbarossa. Ligesom franskmændene selv skelnede tyskerne ikke skarpt mellem en "H 38" og en "H 39". Tyskerne udstyrede mange med en kuppel med luge. Nogle køretøjer blev ændret til ammunitionsslæbere eller artilleritraktorer. (Artillerieschlepper 38H(f)) eller raket-kastere (Panzerkampfwagen 35H(f) mit 28/32 cm Wurfrahmen). I 1942 blev 24 ændret til en Marder I Panzerjäger eller kampvognsdestroyer, 7,5 cm PaK40(Sf) auf Geschützwagen 39H(f) og 48 til mekaniseret artilleri, 10,5 cm leFH18(Sf) auf Geschützwagen 39H(f), der alle blev brugt af enheder i Frankrig. Et særligt artilleri observationskøretøj blev skabt: Panzerbeobachtungswagen 38H (f). I juni 1943 var der stadig 361 Hotchkiss kampvogne opført i den tyske hærs lagre som 37 mm kanon kampvogne. Dette antal var faldet til 60 i december 1944.
I 1943 leverede tyskerne trods indvendinger, 19 "H 39"s til Bulgarien til træningsformål, da det viste sig umuligt at finde 25 uændrede Panzer I, den type bulgarerne havde ønsket. Efter krigen blev disse køretøjer anvendt af politienheder. I 1944 leverede tyskerne 15 køretøjer til Ungarn og et lille antal til Kroatien.
I Nordafrika gjorde 27 køretøjer (13 H35 og 14 H 39) officielt tjeneste i 1e Régiment de Chasseurs d'Afrique og fik lov til at blive der efter våbenstilstanden. Yderligere fem var skjult i Marokko. De kæmpede mod de allierede i de indledende stadier af Operation Torch i nærheden af Casablanca i november 1942, og ødelagde fire M3 Stuart kampvogne. Regimentet sluttede sig til de allierede og blev genudstyret med M4 Sherman kampvogne i sommeren 1943.
Efter krigen blev nogle Hotchkiss kampvogne anvendt af franske sikkerhedsstyrker i kolonierne og af okkupationsstyrkerne i Tyskland. 10 "H 39" kampvogne blev hemmeligt soldt til Israel og afskibet fra Marseilles til Haifa i 1948. Mindst en var stadig i tjeneste i den israelske hær i 1952.

## Eksterne kilder
- WWIIvehicles.com: H35, H38, H39.
- Chars-francais.net: H35 Arkiveret 27. september 2007 hos  Wayback Machine, H39 Arkiveret 27. september 2007 hos  Wayback Machine. (fransk)

cz:Hotchkiss H-35/38/39